# Mary Engle Pennington
Mary Engle Pennington (Nashville, 8 ottobre 1872 – New York, 27 dicembre 1952) è stata una biochimica e batteriologa statunitense e tecnico degli impianti frigoriferi. È ricordata per i suoi lavori sulla sicurezza alimentare tramite la refrigerazione.

## Primi anni di vita e studi
Mary Engle Pennington nacque a Nashville, Tennessee, i suoi genitori erano Henry e Sarah B. (Malony) Pennington. Poco dopo la sua nascita, i suoi genitori si trasferirono a Filadelfia, per essere più vicini ai parenti quaccheri di Sarah Pennington. Mary dimostrò un precoce interesse per la chimica. Entrò all'Università della Pennsylvania nel 1890 e completò i requisiti per una laurea in chimica con insegnamenti minori di botanica e zoologia nel 1892. Tuttavia, poiché l'Università della Pennsylvania allora non concedeva lauree alle donne, le fu dato solamente un "certificato di idoneità".
La Pennington ricevette il suo Ph.D. presso l'Università della Pennsylvania nel 1895 e fu docente di botanica in quella università negli anni 1895-96. Ottenne una borsa di studio per approfondire la chimica dei processi fisiologici presso l'Università di Yale tra il 1897 e il 1899, dove svolse attività di ricerca con Lafayette Mendel.
Nel 1898 accettò un impiego al Women's Medical College della Pennsylvania come direttrice del Laboratorio Clinico. Tra il 1898 e il 1901 lavorò come ricercatrice presso il dipartimento di igiene dell'Università della Pennsylvania e come batteriologa presso l'Ufficio della Sanità di Filadelfia (Philadelphia Bureau of Health). Nella sua posizione presso l'Ufficio della Sanità, contribuì a migliorare le norme igieniche nel trasporto e la conservazione dei prodotti lattiero-caseari.

## Collaborazione con il Dipartimento dell'Agricoltura degli Stati Uniti
Nel 1905 la Pennington iniziò a lavorare per il Dipartimento dell'Agricoltura degli Stati Uniti come chimico batteriologico. Il suo direttore del Bureau of Chemistry, Wiley Harvey W., la incoraggiò a candidarsi per la posizione di direttore del Food Research Laboratory, appena creato in osservanza della legge Pure Food and Drug Act del 30 giugno 1906. Accettò l'incarico nel 1907. Uno dei suoi maggiori successi fu lo sviluppo di standard per il trattamento sicuro dei polli allevati per l'alimentazione umana. Lavorò anche come direttrice per la progettazione di un carro merci refrigerato e prestò servizio nell'United States Food Administration di Herbert Hoover durante la prima guerra mondiale.

## Ingegnere della refrigerazione e consulente
La Pennington partecipò al progetto di un carro merci refrigerato presso il Food Research Laboratory. Questo la portò ad interessarsi all'intero processo di conservazione degli alimenti deperibili, usando la refrigerazione sia nel trasporto che nelle abitazioni. Nel 1919 lavorò per una ditta privata, la American Balsa, che produceva sistemi di isolamento per la refrigerazione. Lasciò l'azienda nel 1922 per iniziare una sua attività di consulenza che durò fino al suo pensionamento nel 1952. Nel 1923 fondò l'Household Refrigeration Bureau per educare i consumatori alle procedure di sicurezza nella refrigerazione domestica. Gran parte del suo lavoro nel 1920 fu sostenuto dalla National Association of Industries Ice (NAII), un'associazione indipendente di produttori e distributori di ghiaccio (usato nelle ghiacciaie domestiche, prima che si diffondesse l'uso dei frigoriferi elettrici). Con il supporto della NAII, pubblicò opuscoli sulla sicurezza alimentare nelle case, tra cui: The Care of the Child's Food in the Home (1925) e Cold is the Absence of Heat (1927).. Venne soprannominata per questa sua competenza The Ice Lady.

## Pubblicazioni e partecipazione ad associazioni
Mary Engle Pennington collaborò a molte riviste scientifiche e mediche e fu membro della American Chemical Society e della Society of Biological Chemists. Era socia anche della American Association for the Advancement of Science, membro della Philadelphia Pathological Society, della Sigma Xi e della Kappa Kappa Gamma Sorority.

## Riconoscimenti
Mary Engle Pennington ricevette nel 1940 la Medaglia Garvan-Olin,
il più alto riconoscimento dato alle donne dalla American Chemical Society. Fu inclusa anche nella National Women's Hall of Fame e nella Hall of Fame della American Society of Heating, Refrigerating and Air-Conditioning Engineers (ASHRAE).